# ホテルハイタワー
ホテルハイタワー（Hotel Hightower）は、東京ディズニーシーにあるアトラクション「タワー・オブ・テラー」のバックグラウンドストーリーに登場する架空のホテル。

## 概要
- 所在地：アメリカ合衆国ニューヨーク州ニューヨーク市パークプレイス1番地
- 開業日：1892年1月23日
- オーナー：ハリソン・ハイタワー三世
- 設計者：オスカー・キルノフスキー,ハイタワー三世
- 高さ：59メートル。14階建て。
- 施設：ボールルーム、客室、スパ、庭園、レストランなど。
2階には「ファラオ探検家クラブ」がある。最上階はオーナーであるハリソン・ハイタワー三世の私室になっている。

## 歴史
このホテルは、世界各国をめぐり、様々な文化的遺産を収集しているハリソン・ハイタワー三世によって建設された。
オーナーであるハリソン・ハイタワー三世は、1886年にロシアの著名な建築家オスカー・キルノフスキーにホテル・ハイタワーの建築を依頼する。しかし、ハイタワー三世とキルノフスキーの間で意見が合わず後に、キルノフスキーは解雇されることになる。以降、設計はハイタワー三世の主導によって行われることになる。
建築様式は、ゴシック様式のほか、世界のさまざまな建築様式を取り込んだものとなっている。例えば、ホテルに隣接するスパの建物は、内装がインド風、全体がヒンドゥー風のデザインで、建物の外装はイスラム風となっている。また、内装品は、探検家でもあったハイタワー三世が自ら探検旅行で手に入れた装飾品も多い。ロビーにはハイタワー三世の探検旅行を題材に描いた10枚の絵画が飾られており、絵画に描かれている装飾品を実際にホテルの裏庭や秘密の倉庫（後述のホテルツアーを参照）などで目にすることもできる。
ハイタワー三世は「美・力・気品・卓越性」を自分自身の象徴としていたが、このホテルハイタワーはそれをすべて具現しているらしい。
このホテルの建設には膨大な費用がかけられており、それに見合う収入を得ることは不可能であった。そのため、ホテルの運営にはニューヨーク市の市民の税金が使われた。よって、ハイタワー三世は自分の財産を減らすことなくホテルを運営することができた。

## ハイタワー三世失踪事件
1899年12月31日、ハイタワー三世のコンゴ遠征帰還記念パーティー兼ニューイヤーパーティーが開催された。この日の昼に行われたコンゴ遠征に関する記者会見の模様-ハイタワー三世と記者の一人との会話-がレコードに録音されており、当時の様子をうかがうことができる。
ニューイヤーパーティーの途中で、ハイタワー三世は最上階にある私室に行くために一人で専用エレベーターに乗ったことが目撃されている。深夜0時にホテルの停電とともに、最上階で爆発が発生し、専用エレベーターのケーブルが切れ、落下事故が発生する。壊れたエレベーターからは先のコンゴ遠征でハイタワー三世が持ち帰った偶像「シリキ・ウトゥンドゥ」だけが発見され、ハイタワー三世本人は発見されることがなかった。
パーティーに出席したゲストの証言には、「ハイタワー三世の絶叫を聞いた」「ホテルから緑色の閃光が放たれるのを見た」といったものもある。事故の原因が判明するまで、ニューヨーク市消防署はホテルハイタワーの閉鎖を決定した。
ハイタワー三世の失踪により、ハイタワー三世の経営する会社は、いずれも衰退して行くことになる。ホテルハイタワーも例外ではなく、営業を再開することはなかった。
後に、ニューヨーク市の住民は、放置されていたこのホテルを「タワー・オブ・テラー（恐怖のホテル）」と呼ぶようになった。

## ホテルツアー
コーネリアス・エンディコット三世は、ホテルハイタワーを購入し、取り壊して跡地に自分の名前を冠したホテル「エンディコット・グランド・ホテル」を建てる計画を持っていた。
しかし、ニューヨーク市保存協会（1912年6月設立、代表：ベアトリス・ローズ・エンディコット）は「建築物の歴史的価値が高い」という理由で取り壊しに反対。エンディコット三世による購入も頓挫することになる。
ニューヨーク市保存協会はホテルの改修工事を行い、ハイタワー氏の失踪から13年後の1912年9月4日にニューヨーク市保存協会の主催によるホテル内の見学ツアーをスタートさせた。
ツアーは中庭から、ホテルのロビー、ウェイティングルーム、ハイタワー三世の書斎、ハイタワー三世が世界各地から集めた美術品を納めた秘密倉庫を見学し、ホテル最上階にあるハイタワー三世の私室まで業務用の大型エレベーターで移動するというものである。